# Maison et jardins de Claude-Monet - Giverny
La maison et jardins de Claude-Monet - Giverny est le lieu le plus visité en Normandie après le Mont Saint-Michel. Depuis 2010 où on décompte 530 000 visiteurs, la fréquentation augmente atteignant 570 000 en 2012 puis 580 000 en 2013 pour atteindre 750 000 visiteurs en 2023, ce qui conforte sa deuxième place de site touristique de Normandie.
Propriété de l'Académie des beaux-arts, la maison et les jardins ont reçu respectivement les labels « Maisons des Illustres en 2012 » et  Jardin remarquable en 2011.
La propriété fait l'objet d’une inscription au titre des monuments historiques depuis le 26 avril 1976.

## Historique

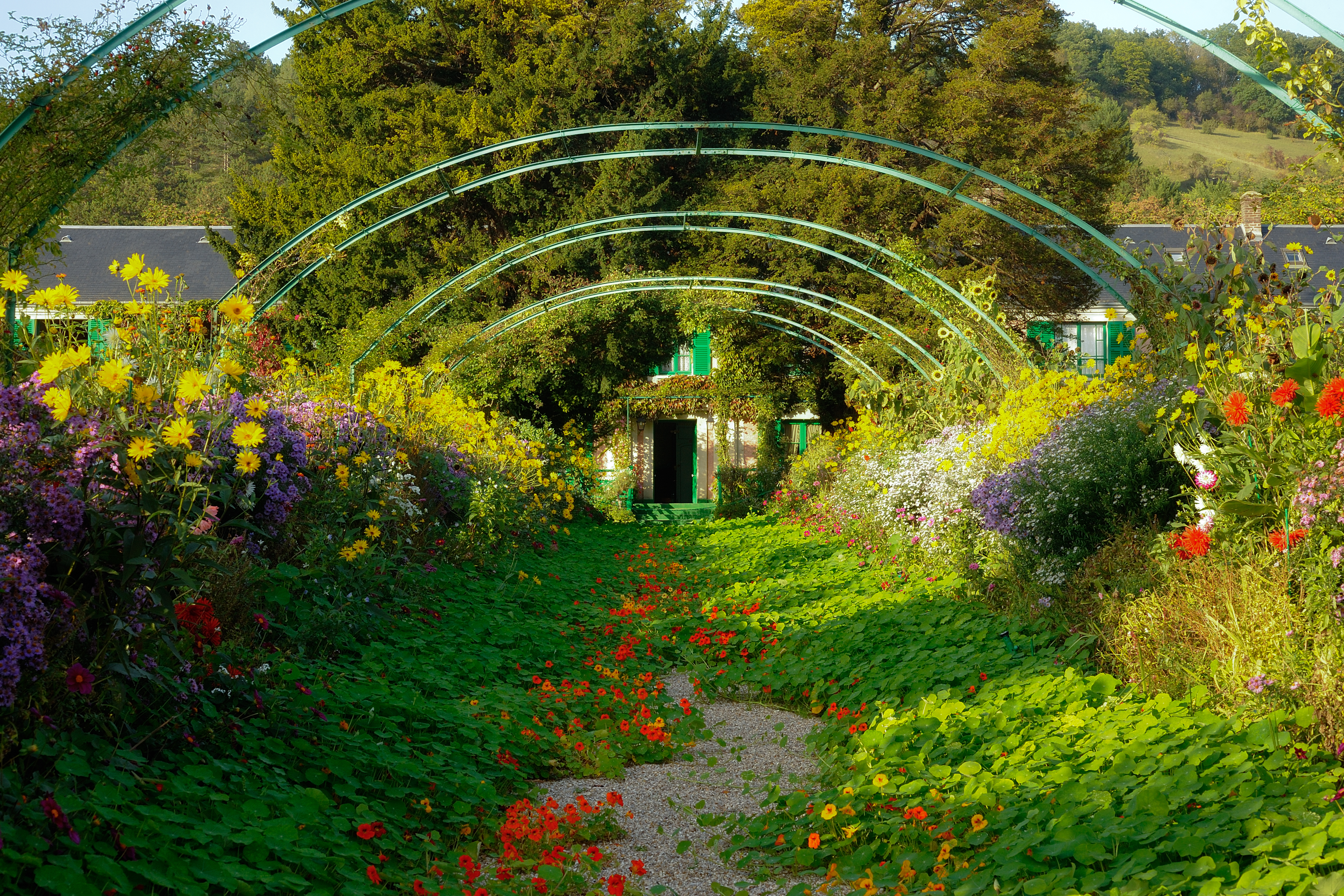
L'allée centrale du Clos Normand.

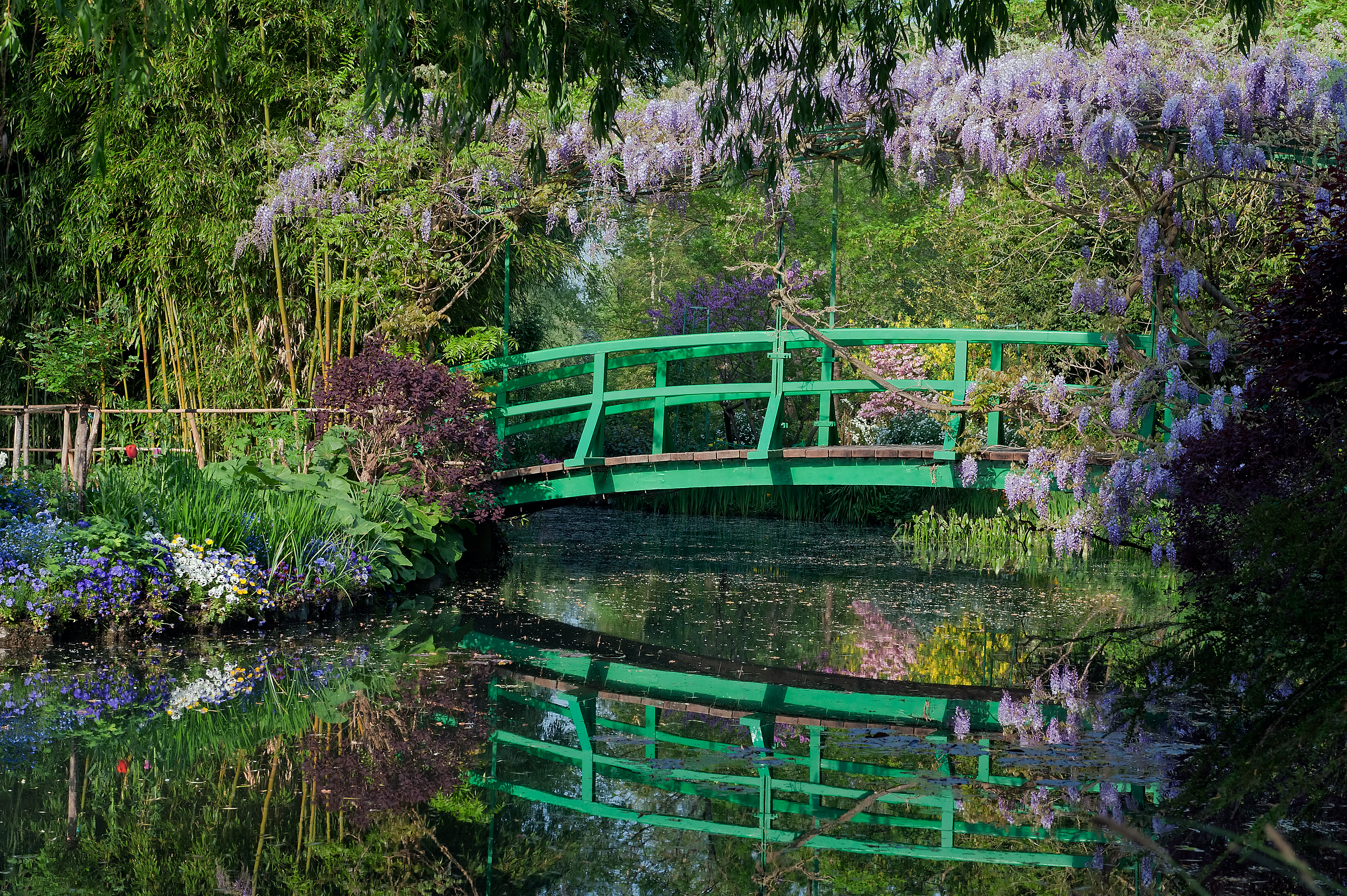
Le « Pont Japonais », vu du bassin des Nymphéas.

Alors que son bail à Poissy se termine en avril 1883, Monet recherche une vaste maison à loyer modique à l'écart de Paris, de ses rivalités et ragots, notamment parce qu'il vit avec une femme mariée, Alice Hoschedé. En visitant les confins du Vexin, il découvre, de la portière du petit train entre Vernon et Gasny, Giverny, un petit village de 279 habitants. Finalement, il tombe sur une « maison de paysan » au lieu-dit le Pressoir, bordée par la rue du Haut ou du Village et le chemin du Roy. Elle est précédée d'un jardin potager et d'un verger, le Clos normand. L'ensemble clos de murs s'étend sur 96 ares. Son propriétaire, Louis-Joseph Singeot, consent à la louer et Monet s'y installe le 29 avril 1883. Un mois plus tard, il transforme alors le jardin, construit trois serres et achète, de l'autre côté du chemin du Roy, un terrain où, après de nombreuses difficultés administratives, il réussit à creuser un étang puis construit le pont japonais en 1895 pour que la lumière passe sous le pont et éclaire l'ombre. Il achète la propriété en 1890.
La maison où vit Claude Monet de 1883 à 1926 est réaménagée par ses soins : gardant le crépi rose, il la repeint aux couleurs de sa palette : portes et volets verts ; salle à manger jaune de chrome vif, ornée d'estampes japonaises des XVIIIe et XIXe siècles à la dominante bleue, cuisine avec ses murs carrelés de faïence bleu et blanc en céramique de Rouen, et ses meubles laqués bleu ciel. De même pour le jardin, il fait détourner un bras de l'Epte pour alimenter un étang franchi par le pont japonais. Collectionneur de revues horticoles, il se montre perfectionniste pour son jardin : engageant jusqu'à sept jardiniers, dont l'un est chargé quotidiennement d'enlever les gouttes de pluie ou de rosée sur les nénuphars.
Lors du décès de Claude Monet, le 5 décembre 1926, Michel, son seul fils survivant, hérite de la propriété de Giverny, des tableaux qui s’y trouvent et de l’importante collection de 243 estampes japonaises. Préférant courir les safaris en Afrique, il n’est pas attiré par la demeure familiale. Blanche Monet-Hoschedé, fille d’Alice et veuve de Jean, le fils aîné de Monet, entretient la maison et le jardin, avec l’aide du chef jardinier Lebret. À la mort de Blanche en 1947, le jardin est presque abandonné et la nature reprend ses droits…
Michel Monet meurt en 1966 dans un accident de voiture. Sans héritier, il avait légué par testament la propriété et les collections de Giverny à l’Académie des beaux-arts. Jacques Carlu, l’architecte du Palais de Chaillot, membre de l’Académie des beaux-arts et à ce titre conservateur du musée Marmottan, ne dispose pas de moyens financiers suffisants pour entreprendre une réelle campagne de restauration. Il refait néanmoins la toiture, protège les estampes et transporte ce qui reste de la collection de peintures au musée Marmottan.
Un reportage diffusé le 15 mars 1966 sur la chaîne de l’ORTF, soit  près de deux mois après la mort de Michel Monet, montre la maison de Giverny telle qu’elle était alors. On y découvre de nombreux tableaux, qui viennent d’être inventoriés, ainsi que l'atelier du peintre, à l'état d'abandon. La visite est guidée par Maître Bourdon, le notaire chargé d’administrer les biens de Claude Monet, à la suite du legs de son fils
À la disparition de Jacques Carlu en 1977, l’Académie des beaux-arts confie le sauvetage de Giverny à Gérald Van der Kemp, auréolé du succès des campagnes de restauration du château de Versailles, dont il était le conservateur. La maison est en piteux état, et la désolation règne dans le jardin : le clos normand est envahi de ronces et de mauvaises herbes, de nombreux arbres sont morts, les serres n’ont plus de vitres, les supports de plantes et treillis sont totalement rouillés… Dans le jardin d’eau, le pont japonais pourrit dans une eau noire et les berges sont détruites par les ragondins.
Les budgets alloués par l’Académie des beaux-arts et le conseil départemental de l'Eure n’étant pas suffisants, Gérald Van der Kemp et son épouse Florence font appel aux mécènes américains pour sauver Giverny. Les donations affluent, principalement de la  Versailles Foundation-Giverny Inc. de New York : elles permettent de mener à bien ce travail de restauration.
Durant trois années, des travaux considérables sont poursuivis. La maison, les ateliers, le mobilier et les estampes sont restaurés. Gérald Van der Kemp et Gilbert Vahé, le jeune chef jardinier formé à l’École nationale supérieure d'horticulture, font renaître les jardins. Les arbres morts sont abattus, les parterres labourés, les allées retracées et le « pont japonais » est reconstruit à l’identique, en conservant les glycines que Monet avait plantées. Le bord des berges est consolidé par des palplanches. Les archives, les innombrables photographies et les souvenirs de ceux qui avaient connu le jardin aident à retrouver les plans et les variétés préférées de Monet. Certains cultivars ayant disparu, ils sont remplacés par d’autres, similaires. Enfin, le jardin devant accueillir des visiteurs, les allées sont élargies, cimentées et bordées de briques.
En 1980, la Fondation Claude Monet est créée et, le 1er juin, la propriété ouvre ses portes au public. Très rapidement, elle devient une destination prisée par des visiteurs toujours plus nombreux venant du monde entier. Second site touristique le plus visité de Normandie après le Mont-Saint-Michel, la maison et les jardins reçoivent environ 530 000 passionnés d'avril à novembre.
À la mort de son mari en décembre 2001, Florence Van der Kemp, membre correspondant de l’Académie des beaux-arts, devient conservateur de la Fondation Claude-Monet, et poursuit les travaux jusqu’à sa disparition en février 2008.
Élu par l'Académie des beaux-arts, Hugues Gall (1940-2024) est directeur de la Fondation Claude-Monet entre mars 2008 et mai 2024.

## Maison

### Description
Dans la maison où vécut Claude Monet pendant 43 ans, on peut visiter :
- au rez-de-chaussée : le « petit salon bleu » (salon de lecture), l'épicerie (entrepôt), le salon-atelier, la salle-à-manger (sur les murs, la collection d’estampes japonaises) et la cuisine (aux carreaux bleus de Rouen, une immense cuisinière et des ustensiles de cuivre) ;

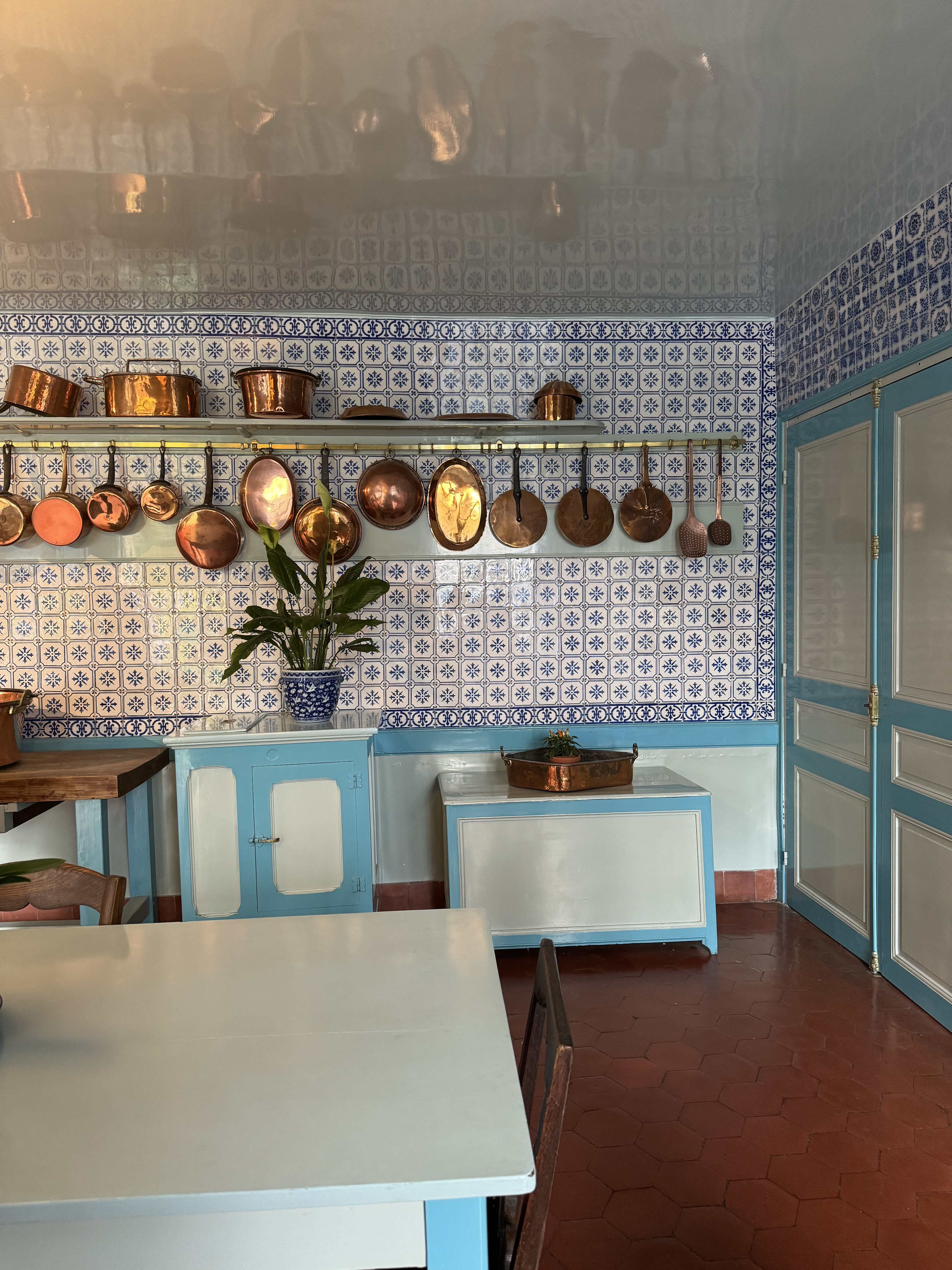
La cuisine.

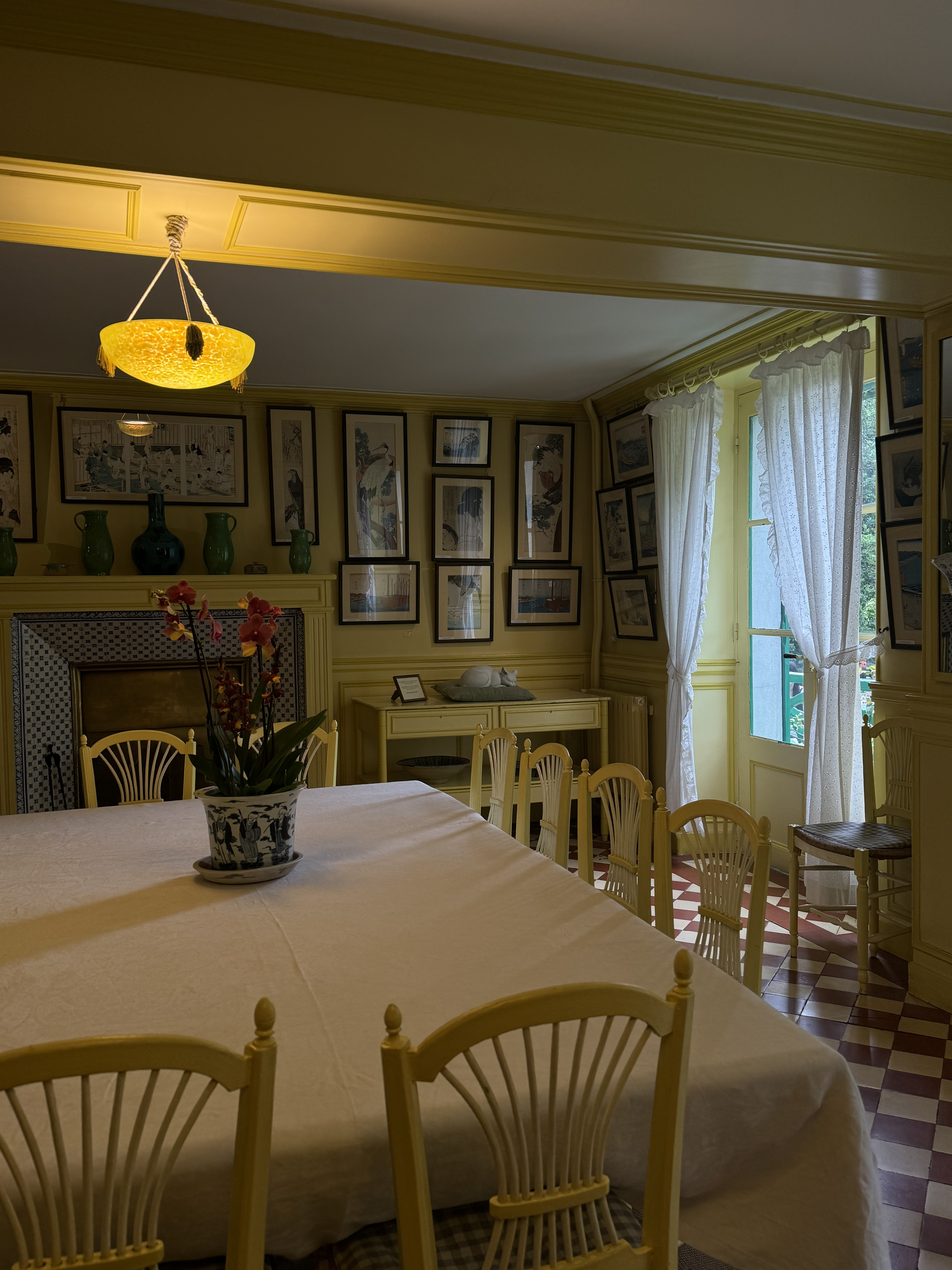
La salle-à-manger.

- au premier étage : les appartements privés avec la chambre de Monet (bureau à cylindre et commode du XVIIIe siècle), la chambre d'Alice et leurs cabinets de toilette. Depuis 2013, la chambre de Blanche Hoschedé est visible par le public, après avoir été réaménagée à la suite d'un long travail d'archive.

### Collection d'estampes japonaises
La majeure partie de l'œuvre de Claude Monet est conservée au musée Marmottan Monet. En revanche, la maison de Monet abrite près de 250 estampes de l'ukiyo-e, datant des XVIIIe et XIXe siècles parmi lesquelles des œuvres majeures de Kitagawa Utamaro (1753-1806), Katsushika Hokusai (1760-1849) Utagawa Hiroshige (1797-1858). La passion de Monet pour les estampes japonaises remonte à ses années de formation artistique au Havre et est visible dans certains des choix esthétiques faits à Giverny, notamment au Jardin d'eau. Parmi les estampes les plus célèbres figurent un des exemplaires de La Grande Vague de Kanagawa et le Mont Fuji d'Hokusai.

## Jardins

### Description

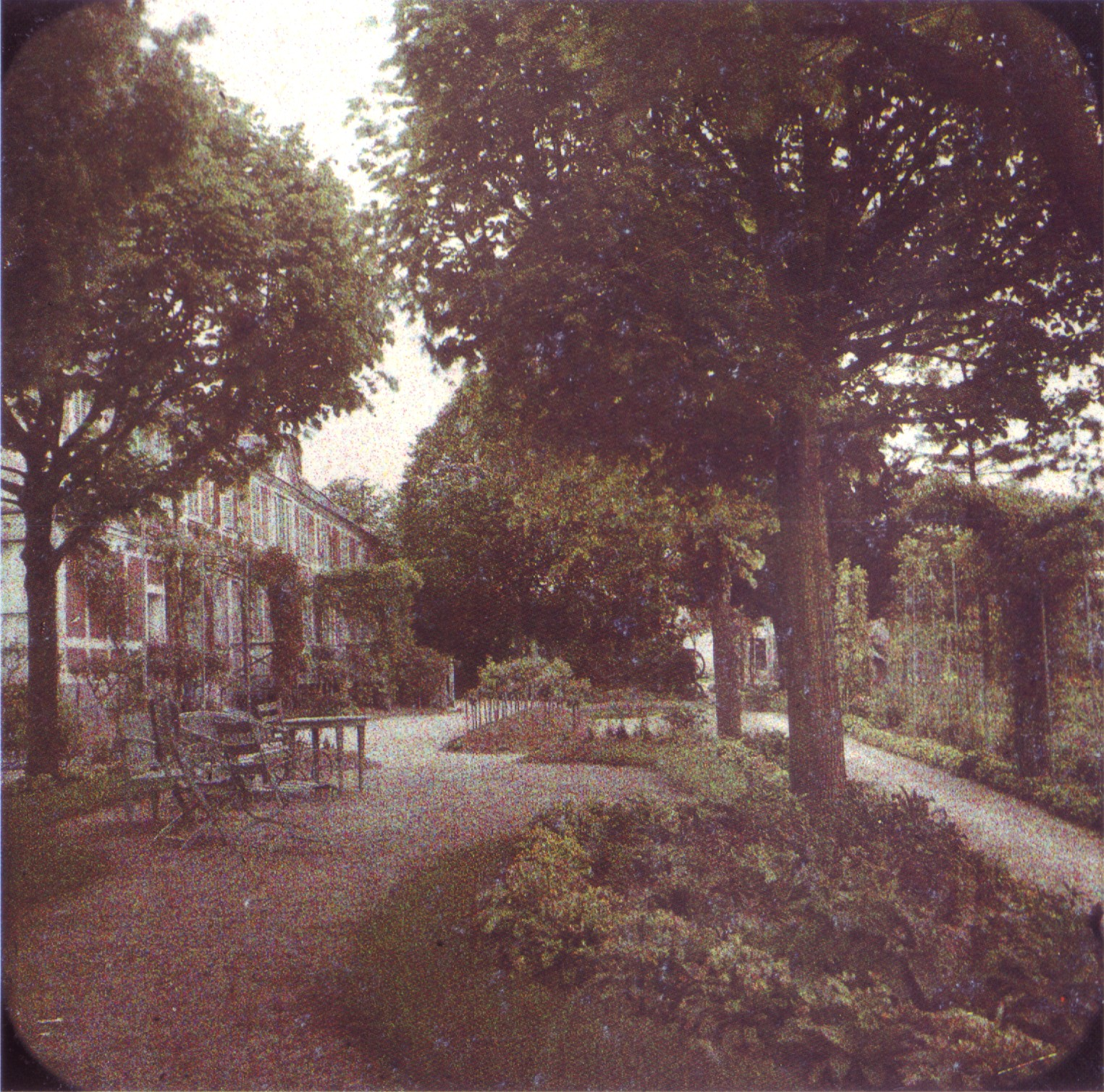
Une vue des jardins en 1917 (autochrome).

Devant la maison, les jardins reconstitués à l’identique se composent du Clos Normand et du Jardin d'eau.
- Le Clos-Normand a été façonné à partir des connaissances picturales de Monet. Quand Monet s’installe à Giverny,  il est conquis par le jardin d’un hectare constitué d’une pommeraie et d’un potager qui longe la maison. Une grande allée bordée de cyprès et d’épicéas mène du portail à la porte d’entrée, et les massifs sont bordés de buis taillés. Il consacrera des années à faire du Clos Normand un « tableau exécuté à même la nature ». Il fait supprimer les buis et les épicéas et les remplace par des arceaux métalliques. Il plante le jardin de milliers de fleurs selon un plan rectiligne, parmi lesquelles des capucines, roses, jonquilles, tulipes, narcisses, iris, pavots d'orient et pivoines.
- L'œuvre de Monet témoigne d'une passion pour les jeux de lumière et les reflets des nuages sur l’eau. En 1893, il fait l’acquisition d’un terrain situé au fond du Clos Normand qui deviendra le « Jardin d’eau » passé à la postérité, notamment avec Les Nymphéas, ensemble de toiles monumentales débutées en 1897. Le Jardin d'eau témoigne de la fascination de Monet pour le Japon. Il y fait construire un pont japonais peint en vert et y adjoint des végétaux orientaux tels que :
  - les bambous,
  - les ginkgos biloba,
  - les érables,
  - les pivoines arbustives du Japon,
  - les lys et les saules pleureurs.

Enfin, Monet plante des nymphéas au fond du bassin. Le Jardin d'eau fut dès le début l'objet de soins minutieux et constants, occupant un jardinier à temps plein.

### Représentations du jardin par Claude Monet
| Tableau | Titre                             | Date      | Dimensions   | Lieu d’exposition                                |
| ------- | --------------------------------- | --------- | ------------ | ------------------------------------------------ |
|         | Jardin de pivoines                | 2019      | 65 × 100 cm  | Musée national de l'Art occidental (Tokyo)       |
|         | Dans le jardin                    | 1895      | 81 × 92 cm   | Fondation et Collection Emil G. Bührle (Zurich): |
|         | Le Jardin de l'artiste à Giverny  | 1900      | 82 × 92 cm   | Musée d'Orsay, Paris                             |
|         | Le Jardin de l'artiste à Giverny  | 1900      | 90 × 92 cm   | Yale University Art Gallery, New Haven           |
|         | Le Jardin en fleurs               | 1900      |              | ?                                                |
|         | La Grande Allée à Giverny         | 1900      |              | Musée des beaux-arts de Montréal                 |
|         | Les Arceaux fleuris, Giverny      | 1913      |              | Phoenix Art Museum, Arizona                      |
|         | Iris jaunes (W1826)               | 1914      | 200 × 101 cm | Musée national de l'Art occidental (Tokyo)       |
|         | Le Chemin à travers les iris      | 1914      | 200 × 180 cm | Metropolitan Museum of Art (New York)            |
|         | Les Agapanthes                    | 1914-1926 |              | Museum of Modern Art, New York                   |
|         | La Maison à travers les roses     | 1917-1919 | 100 × 200 cm | Albertina, Vienne                                |
|         | Le Chemin de roses à Giverny      | 1920-1924 | 89 × 100 cm  | Musée Marmottan (Paris)                          |
|         | La Maison entre les roses (W1957) | 1925      | 92× 73 cm    | Musée Thyssen-Bornemisza (Madrid)                |
|         | Glycine                           | 1925      | 153 × 203 cm | Musée d'Art de La Haye                           |

## Filmographie
Des scènes du film Minuit à Paris de Woody Allen y ont été tournées le 6 août 2010.
Le jardin a accueilli le tournage de La Venue de l'avenir, de Cédric Klapisch en 2024.